# Vulpes vulpes macroura
Vulpes vulpes macroura es una subespecie de  mamíferos carnívoros  de la familia Canidae.

## Distribución geográfica
Se encuentran en Norteamérica: las Montañas Rocosas.